# 己爾乃神社
己爾乃神社（こじのじんじゃ）は滋賀県守山市洲本町に鎮座する神社である。『延喜式神名帳』近江国野洲郡に「己尓乃神社 二座」と載せる式内社。
およそ500メートルを隔てて同名の神社が2社存し、埋め立てられたがかつては野洲川から分かれて琵琶湖にそそぐ野洲川南流が流れており、ともにその左岸堤防上に位置していたため、河川に対する信仰に発するものと思われる。また、ともに式内社の伝承を有すが、いずれかをそれと決することは地理的、史料的にも不可能で、むしろ2社を以て構成されたのが式内「己尓乃神社」であり、かつては祭祀においても密接な繋がりを持つものであった可能性が指摘されている。

## 己爾乃神社（開発）
洲本町字開発に鎮座。鎮座地から「開発の己爾乃神社」と称されるが、埋め立て前の野洲川南流に「列系図橋」という橋が架かっていて、その近くに位置していたことから「列系図の己爾乃神社」とも呼ばれていた。

### 祭神
伊邪那岐命と伊邪那美命を主祭神に、天児屋根命と伊香津臣命を配祀する。
古くは配祀2柱を、天児屋根命は若一王子、伊香津臣命は若一権現と称して主祭神としていたが、明治14年（1881年）9月22日付で現在のように変更された。

### 由緒
社伝に、天長6年（829年）に伊香厚武が創建したとする。厚武は「大夫厚武」とも称し、伊香宿祢豊厚を祖とする伊香氏の末孫であるといい、伊香氏は中臣氏の同族なので、中臣氏の祖神である天児屋根命と伊香津臣命を奉斎したものという。しばしば野洲川の氾濫に見舞われたため、『己爾乃神社之縁由書』という1冊を残して神宝や古記録を流失している。また若一王寺という神宮寺もあり、その跡を継ぐのが近在の蓮光寺であるが、『近江輿地志略』には神社付近に伝教大師（最澄）作という仏像を安置する薬師堂があったと記すので、それが本地仏を祀っていたものと推測される。後に神祇管領の吉田家より正一位の宗源宣旨を受け、現に「正一位若一大権現」と記された神鏡を伝えている。旧社格は村社。

### 祭事
- 例祭 - 5月5日

### 境内社
- 巳爾乃若宮

## 己爾乃神社（中の前）
洲本町字中の前に鎮座。鎮座地から「中の前の己爾乃神社」や、「大曲の己爾乃神社」と呼ばれる（大曲（おおまがり）は中の前に隣接するかつての大字名）。

### 祭神
大己貴命、天津彦根命、素盞嗚命を祀る。

### 由緒
大宝3年（703年）に中臣為恵により創祀されたと伝わる。永禄年間（1558-70年）の兵乱により社殿等を失ったが、寛政3年（1791年）には旧に復した。近在の玉林寺がかつての神宮寺であった。旧社格は村社。

### 祭事
- 例祭 - 5月5日

### 境内社
- 稲荷神社
- 天満宮
- 大城神社

### 文化財
- 銅製経筒 - 高さ25.3センチメートル、口径11.2センチメートル。室町時代の銅製経筒。昭和49年（1974年）8月26日に守山市の文化財（工芸）に指定。